# Joaquín Cordero
Joaquín Adrián Cordero Aurrecoechea (Puebla, Puebla, 16 de agosto de 1922-Ciudad de México, 19 de febrero de 2013) fue un actor mexicano. 
Entre sus trabajos más destacados se encuentra su participación en las películas; Mamá nos quita los novios (1952), Pepe El Toro (1953), Venganza en el circo (1954), El río y la muerte (1955), La risa de la ciudad (1963), Esta noche no (1966), El libro de piedra (1969), y La niña de los hoyitos (1984).
Además de filmes, también participó en varias telenovelas de las cuales destacan; Un rostro en mi pasado (1989), Carita de ángel (2000), La madrastra (2005), Destilando amor (2007) y Fuego en la sangre (2008).

## Biografía y carrera
Nació en la ciudad de Puebla el 16 de agosto de 1922, siendo hijo de Rafael Cordero Pilá y de Rosario Aurrecoechea Jiménez. 
Estuvo presente a lo largo de la historia del cine y televisión en México haciendo sus primeros trabajos como extra de cine, su primer trabajo en el cine fue en 1944 con la película El corsario negro, protagonizada por Pedro Armendáriz, y su debut en la televisión lo hizo en Mi amor frente al pasado en 1960. 
Después trabajaría con Ernesto Alonso en Desencuentro (1997-1998), al lado de Germán Robles y Alida Valli. Sus papeles iban de ricos a villanos o pobres, e incluso sacerdotes. 
En sus últimos años de vida seguía aún vigente en la televisión mexicana donde se le vio interpretando papeles como «don Agustín» en la telenovela Fuego en la sangre (2008) del productor Salvador Mejía, con quien ya había realizado varias telenovelas entre las que destacan La madrastra (2005), Abrázame muy fuerte (2000-2001) y Entre el amor y el odio (2002).

### Vida personal y muerte
Fue amigo y compadre de Julio Alemán, actor mexicano de su generación.
El 19 de febrero de 2013, Cordero falleció a los 90 años de edad en Ciudad de México debido a problemas cardíacos. Sus restos fueron velados en una agencia funeraria ubicada al sur de la Ciudad de México. El cuerpo de Cordero fue cremado y sus cenizas fueron colocadas junto a las de su esposa en un lugar no revelado.

## Filmografía

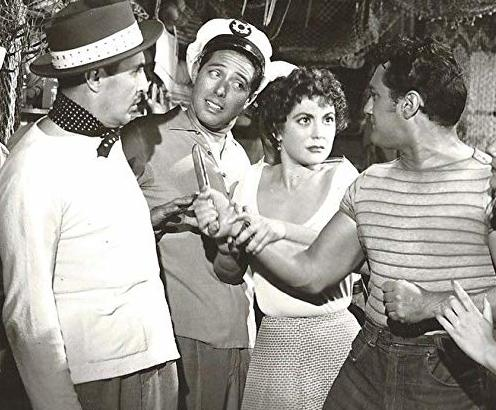
De izquierda a derecha: Jorge Reyes, Andy Russell, María Antonieta Pons y Cordero en Qué bravas son las costeñas! (1955).

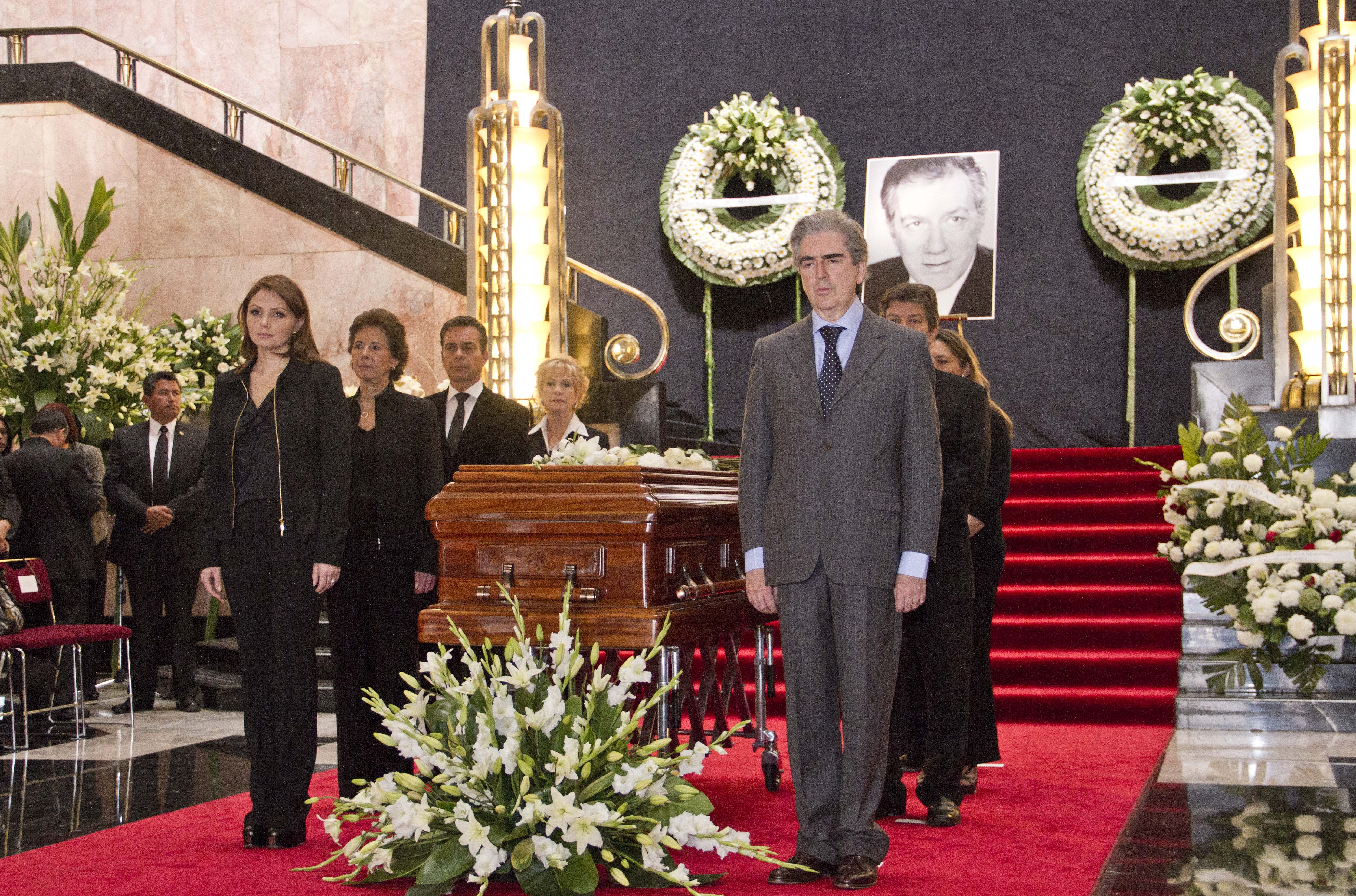
Funeral de Cordero llevado a cabo en febrero de 2013, con la entonces primera dama de México, Angélica Rivera, montando guardia de honor.

### Películas
- Los inadaptados (2011) .... Don Luis
- Doble secuestro (2003) .... Fernando Cortez
- Sara, una estrella (2002) (sin acreditar)
- Padres culpables (2001) .... Ramón
- V.I.H.: El muro del silencio (2000)
- Para matar al presidente (1999)... Thomas
- Reclusorio (1997) .... Juez
- El sexenio de la muerte (1997) .... Dr. Julián Bonaparte
- La pura (1994) .... Padre Bernardo
- Vacaciones de terror 2 (1991) .... Roberto Mondragón
- Jóvenes perversos (1991)
- A gozar, a gozar, que el mundo se va acabar (1990)
- Secta satánica: El enviado del Sr. (1990) .... Padre Esteban
- Comando judicial (1990)
- Triste juventud (1990)
- Conexión criminal (1987)
- Ratas de la ciudad (1986)
- El cafre (1986) .... Pedro
- La niña de los hoyitos (1984) - Alberto Zaldívar.
- Braceras y mojados (1984)
- Perros salvajes (1984) .... Marcos 'El Gitano'
- Fieras contra fieras (1982)
- Te quiero (1979)
- Cuchillo (1978) .... Demonio Azul
- Fantoche (1977)
- La justicia tiene doce años (1973) .... Vicente
- Eva y Darío (1973)
- Una vez en la noche (1971)
- Papa en onda (1971)
- Bajo el ardiente sol (1971)
- Los corrompidos (1971) .... Raúl
- Los años vacíos (1970)
- Dos esposas en mi cama (1970)
- El manantial del amor (1970)
- Los problemas de mamá (1970) .... Lorenzo
- Las fieras (1969)
- Trampas de amor (1969) .... (episodio "El dilema")
- Patsy, mi amor (1969) .... Papá de Patsy
- 24 horas de placer (1969) .... Rubén
- Una noche bajo la tormenta (1969)
- El libro de piedra (1969) .... Eugenio Ruvalcaba
- No juzgarás a tus padres (1969)
- Las luchadoras contra el robot asesino (1969) .... Arturo
- La muñeca perversa (1969)
- Réquiem por un canalla (1968) .... Jorge
- Dr. Satán y la magia negra (1968) .... Dr. Satán
- El deseo llega de noche (1968)
- El centauro Pancho Villa (1967) .... Santos Patricio
- Cómo pescar marido (1967)
- Seis días para morir (La rabia) (1967)
- Los hombres de Lupe Alvírez (1967)
- Un novio para dos hermanas (1967)
- Los tres mosqueteros de Dios (1967)
- Estrategia matrimonio (1967)
- Mi caballo prieto rebelde (1967)
- Una señora estupenda (1967) .... Fernando
- Doctor Satán (1966) .... Dr. Arozamena - Plutarco Satán
- Matar es fácil (1966)
- Sangre en Río Bravo (1966) .... Rafael
- El hijo del diablo (1966)
- Esta noche no (1966) .... Carlos Martínez
- Pánico (1966)
- Las tapatías nunca pierden (1965)
- El rescate (1965)
- La loba (1965) .... Dr. Alejandro Bernstein
- Los tres calaveras (1965)
- Cien gritos de terror (1965) .... Julio (episodio "Pánico")
- El pecador (1965) .... César Domínguez
- Los murciélagos (1964)
- Campeón del barrio (Su última canción) (1964)
- Así amaron nuestros padres (1964)
- Museo del horror (1964)
- Los amores de Marieta - Los Fabulosos 20s (1964)
- La sombra de los hijos (1964)
- El río de las ánimas (1964) .... Leonardo Moncada
- Los bravos de California (1963)
- Herencia maldita (1963) .... Leonardo Moncada
- México de mis recuerdos (1963) .... Pablo Flores
- En la vieja California (1963) .... Antonio/Don Pedro
- La risa de la ciudad (1963) .... Beto
- El monstruo de los volcanes (1963)
- Un par de sinvergüenzas (1963) .... Marcos
- Los forajidos (1962)
- Atrás de las nubes (1962) .... Bandido violador
- El asesino enmascarado (1962)
- El rey de la pistola (1962)
- Monte Escondido o (Leonardo Moncada) (1962) .... Leonardo Moncada
- La moneda rota (1962)
- Las recién casadas (1962)
- Los cinco halcones (1962)
- Asesinos de la lucha libre (1962) ....
- Juventud sin Dios (1962) .... Padre Lambert J. Dehner
- El terrible gigante de las nieves (1962)
- Santo contra hombres infernales (1961)
- Bonitas las tapatías (1961)
- Tres tristes tigres (1961) .... Lorenzo
- Santo contra cerebro del mal (1961) .... Dr. Campos
- ¡Qué padre tan padre! (1961)
- Ay Chabela...! (1961)
- Suerte te dé Dios (1961) .... Maestro Lupe
- En carne propia (1961) .... Gabriel Lozano
- El gato (1961)
- Orlak, el infierno de Frankenstein (1960) .... Jaime Rojas; Orlak
- ¡Qué bonito amor! (1960)
- El tesoro de Chucho el Roto (1960)
- Un chico valiente (1960)
- La reina del cielo (1959) .... Bartolomé
- Manicomio (1959) .... Dr. Ricardo Andrade
- Kermesse (1959) .... Alberto Torres
- Flor de canela (1959)
- Las aventuras de Carlos Lacroix (1959)
- El derecho a la vida (1959) .... Enrique
- Sucedió en México (1958)
- El boxeador (1958) .... Natalio Sánchez; Kid Relámpago
- Música de siempre (1958)
- La mujer marcada (1957)
- Al compás del rock and roll (1957)
- La dulce enemiga (1957)
- Cinco vidas y un destino (1957) .... Marcos Navarro
- La Faraona (1956) .... Alberto Prim
- Tres valientes camaradas (1956)
- Tierra de hombres (1956) .... Fernando
- La venganza de los Villalobos (1955) .... Miguelón Villalobos
- Fuerza de los humildes (1955)
- Los tres Villalobos (1955) .... Miguelón Villalobos
- El río y la muerte (1955) .... Gerardo Anguiano
- ¡Qué bravas son las costeñas! (1955)
- Tres bribones (1955) .... Margarito Santos
- La gaviota (1955) .... Antonio
- ¡Vaya tipos! (1955) ... Margarito
- Fugitivos: Pueblo de proscritos (1955) .... Jacinto
- Los aventureros (1954) .... Margarito
- Prisionera del pasado (1954)
- Sandunga para tres (1954) .... Antonio Ugalde
- Romance de fieras (1954) .... Lic. Javier Ponce
- El gran autor (1954)
- Venganza en el circo (1954) .... Fernando
- El gran mentiroso (1953) .... Fernando Palmerín
- Pepe El Toro (1953) .... Lalo Gallardo
- Yo soy gallo dondequiera! (1953)
- Acuérdate de vivir (1953) .... Jorge - adulto
- Una calle entre tú y yo (1952)
- Prefiero a tu papá..! (1952)
- Las tres alegres comadres (1952)
- Una mujer sin amor (1952) .... Carlos
- Mamá nos quita los novios (1952) .... Casimiro
- Con todo el corazón (1952)
- Todos son mis hijos! (1951) .... Juan Salgado
- Tercio de quites (1951)
- Peregrina (1951)
- Monte de piedad (1951)
- Arrabalera (1951)
- Las dos huerfanitas (1950) .... Moretes
- Yo también soy de Jalisco (1950)
- Azahares para tu boda (1950) .... Eduardo - adulto
- Quinto patio (1950)
- Venus de fuego (1949)
- No me quieras tanto .... (1949)
- Yo maté a Juan Charrasqueado (1949)
- El gran campeón (1949)
- La rebelión de los fantasmas (1949) .... Romeo
- Comisario en turno (1949)
- La santa del barrio (1948)
- En los altos de Jalisco (1948)
- Se la llevó el Remington (1948) .... Rodrigo
- Mujer (1947)
- No te cases con mi mujer (1947)
- ¡A volar, joven! (1947)
- Una gitana en México (1945)
- El corsario negro (1944) .... Pirata

### Telenovelas
- Fuego en la sangre (2008) .... Don Agustín Acevedo
- Amor sin maquillaje (2007) .... Él mismo
- Destilando amor (2007).... Don Amador Montalvo
- La madrastra (2005) .... Padre Belisario
- ¡Vivan los niños! (2002-2003) .... Don Joaquín Castillo
- Entre el amor y el odio (2002) .... Fernando Villarreal
- Sin pecado concebido (2001) .... Padre Gonzalo
- Carita de ángel (2000-2001) .... Don Adolfo Valle
- Abrázame muy fuerte (2000) .... Don Severiano Álvarez
- Mi destino eres tú (2000) .... José Ignacio Rivadeneira
- Por tu amor (1999).... Lázaro Robledo
- Gotita de amor (1998)... Ezequiel
- Canción de amor (1996) .... Aníbal
- La paloma (1995) .... Gilberto Bernal
- Los parientes pobres (1993) .... Evaristo Olmos
- Baila conmigo (1992).... Germán de la Reguera
- Amor de nadie (1990-1991) .... Raúl Santiesteban
- Un rostro en mi pasado (1989-1990) .... Armando Estrada
- Amor en silencio (1988) .... Miguel Ocampo
- Cómo duele callar (1987) .... Rosendo Cisneros
- Eclipse (1984)... Emmanuel
- La voz de la tierra (1982)
- J.J. Juez (1979-1980).... Nicolás Garmendia
- Ardiente secreto (1978-1979) .... Eduardo
- Barata de primavera (1975-1976) .... Alberto Neri
- Ha llegado una intrusa (1974-1975) .... Ingeniero Carlos Morán
- ¿Quién? (1973) .... Víctor
- Me llaman Martina Sola (1972) .... Rafael Corvalán
- Las máscaras (1971) .... Guillermo
- El amor tiene cara de mujer (1971-1973) .... Ernesto
- Pequeñeces (1971) .... Jacopo Téllez
- La duda (1967) .... Jorge
- Desencuentro (1964) .... Gerardo
- Historia de un cobarde (1964)
- La herencia (1962)
- Mi amor frente al pasado (1960)

## Premios y nominaciones

### Premios Ariel
| Año  | Categoría                   | Película            | Resultado |
| ---- | --------------------------- | ------------------- | --------- |
| 1951 | Mejor coactuación masculina | Las dos huerfanitas | Ganador   |

### Diosa de plata PECIME
| Año  | Categoría   | Película             | Resultado |
| ---- | ----------- | -------------------- | --------- |
| 1964 | Mejor actor | La risa de la ciudad | Ganador   |

### Premios TVyNovelas
| Año  | Categoría          | Telenovela           | Resultado |
| ---- | ------------------ | -------------------- | --------- |
| 2006 | Mejor primer actor | La madrastra         | Nominado  |
| 2001 | Mejor primer actor | Abrázame muy fuerte  | Ganador   |
| 2000 | Mejor primer actor | Por tu amor          | Nominado  |
| 1994 | Mejor primer actor | Los parientes pobres | Nominado  |
| 1993 | Mejor primer actor | Baila conmigo        | Nominado  |
| 1992 | Mejor villano      | Amor de nadie        | Nominado  |
| 1989 | Mejor primer actor | Amor en silencio     | Ganador   |
| 1988 | Mejor villano      | Cómo duele callar    | Nominado  |

- Premio especial por trayectoria artística (2008)
- Premio especial por trayectoria artística (2006)

### Premios Sol de Oro 2008
| Año  | Categoría              | Nominado        | Resultado |
| ---- | ---------------------- | --------------- | --------- |
| 2008 | Trayectoria de 60 años | Joaquín Cordero | Ganador   |

### Premios ACE 2008
| Categoría               | Persona         | Resultado |
| ----------------------- | --------------- | --------- |
| Trayectoria profesional | Joaquín Cordero | Ganador   |

### Reconocimientos
- 1996: Recibe su estrella en el Paseo de las Luminarias de México.
- 2005: Gran Orden de Honor Nacional al Mérito Autoral